# The Dark Knight Rises
The Dark Knight Rises er en superheltefilm fra 2012 instrueret af Christopher Nolan, som skrev manuskriptet sammen med sin bror Jonathan Nolan og historien med David S. Goyer. Med DC Comics karakteren Batman, er det den sidste film i Christopher Nolans Batman trilogi og det er efterfølgeren til Batman Begins (2005) og The Dark Knight (2008). Christian Bale gentager den ledende rolle som Bruce Wayne/Batman med et tilbagevendende hold af sine allierede: Michael Caine som Alfred Pennyworth, Gary Oldman som James Gordon og Morgan Freeman som Lucius Fox. Filmen introducerer Selina Kyle (Anne Hathaway), en snu moralsk tvetydig klatretyv og Bane (Tom Hardy), en lejesoldat der vil tilintetgøre Gotham City. Trukket tilbage i aktion med nye trusler mod byen, er en ældre Bruce Wayne tvunget til at komme ud af pensioneringen og blive Batman igen.
Christopher Nolan var oprindeligt tøvende om at vende tilbage til serien endnu en gang, men besluttede at vende tilbage efter at have udviklet en historie med sin bror og Goyer, som han mente ville afslutte serien på en tilfredsstillende måde. Nolan fik inspiration fra Banes tegneserie debut i 1993 i "Batman: Knightfall", 1986 serien The Dark Knight Returns og historien fra 1999 "No Man's Land". Optagelserne fandt sted i forskellige steder, herunder Jodhpur, London, Nottingham, Glasgow, Los Angeles, New York City, Newark og Pittsburgh. Nolan anvendte IMAX kameraer til en stor del af optagelserne for at optimere kvaliteten af billedet, herunder de første seks minutter af filmen. En variation af Batplane betegnet som "The Bat", et underjordisk fængsel og et nyt Batcave-set blev skabt specielt til filmen. Ligesom med The Dark Knight begyndte virale marketingskampagner tidligt under produktionen for at promovere filmen. Da optagelserne var færdige, målrettede Warner Bros. deres kampagne, herunder udvikling af reklameartikler, frigivelse af filmens første seks minutter, trailere og sendte tilfældigt information om filmens plot til forskellige selskaber.
The Dark Knight Rises havde premiere i New York City den 16. juli 2012. Filmen blev udgivet i Australien og New Zealand den 19. juli 2012 og i Nordamerika og Storbritannien den 20. juli 2012. Ved udgivelsen modtog den kritisk respons og indtjente over 1.081 milliard amerikanske dollar på verdensplan. The Dark Knight Rises er i øjeblikket den ottende højeste indtjenende film gennem tiderne, var den tredje højeste indtjenende film i 2012 og er ligeledes den anden højeste indtjenende superheltefilm gennem tiderne.
filmen betragtes som en af de bedste i årtiet 

## Medvirkende
| Skuespiller          | Rolle                | Noter |
| -------------------- | -------------------- | ----- |
| Christian Bale       | Bruce Wayne/Batman   |       |
| Michael Caine        | Alfred Pennyworth    |       |
| Gary Oldman          | James 'Jim' Gordon   |       |
| Morgan Freeman       | Lucius Fox           |       |
| Anne Hathaway        | Catwoman/Selina Kyle |       |
| Tom Hardy            | Bane                 |       |
| Marion Cotillard     | Miranda Tate         |       |
| Joseph Gordon-Levitt | John Blake           |       |